# Una notte da ricordare
Una notte da ricordare è un film statunitense del 1987 diretto dalla regista Tamar Simon Hoffs; si tratta di una commedia, con protagoniste le attrici Susanna Hoffs (celebre cantante leader del gruppo rock Bangles), Dedee Pfeiffer e Joan Cusack.

## Trama
Molly, Val e Gina si stanno per diplomare al college, ma proprio allora emergono le loro frustazioni. 
Molly sta ancora cercando il vero amore. Val sta cominciando a dubitare che l'uomo giusto per lei sia quello che ha trovato. Gina è troppo impegnata a registrare tutto per accorgersene davvero. Quando inizia la festa di fine anno scolastico al Pacifica College, le cose non vanno esattamente come previsto.

## Colonna sonora
La colonna sonora è stata composta da Kasim Sulton, celebre per essere stato membro delle rock band americane Utopia e Blue Oyster Cult.

## Critica
Il film ebbe per lo più critiche negative, sia per quanto riguarda la trama che per la recitazione degli attori.